# Adam Wikman
Adam Oscar Magnus Wikman, talvolta indicato come Vikman (15 dicembre 2003), è un calciatore svedese, difensore del Sirius.

## Caratteristiche tecniche
Gioca come centrocampista centrale.

## Carriera

### Club
Adam Wikman è cresciuto nel settore giovanile del Sirius dove ha debuttato il 3 ottobre 2021 nell'incontro di Allsvenskan perso 3-1 contro il Kalmar. Nel novembre del 2022 ha rinnovato il contratto fino al 2027 ed è stato promosso definitivamente in prima squadra.

### Nazionale
Nel 2023 ha giocato con la Svezia Under-20.

## Statistiche

### Presenze e reti nei club
Statistiche aggiornate al 27 marzo 2024.
| Stagione        | Squadra         | Campionato      | Campionato | Campionato | Coppe nazionali | Coppe nazionali | Coppe nazionali | Coppe continentali | Coppe continentali | Coppe continentali | Altre coppe | Altre coppe | Altre coppe | Totale | Totale | Totale |
| Stagione        | Squadra         | Comp            | Pres       | Reti       | Comp            | Pres            | Reti            | Comp               | Pres               | Reti               | Comp        | Pres        | Reti        | Pres   | Reti   |        |
| --------------- | --------------- | --------------- | ---------- | ---------- | --------------- | --------------- | --------------- | ------------------ | ------------------ | ------------------ | ----------- | ----------- | ----------- | ------ | ------ | ------ |
| 2021            | Sirius          | A               | 2          | 0          | CS              | 0               | 0               |                    | -                  | -                  |             | -           | -           | 2      | 0      |        |
| 2022            | Sirius          | A               | 2          | 0          | CS              | 3               | 0               |                    | -                  | -                  |             | -           | -           | 5      | 0      |        |
| 2023            | Sirius          | A               | 23         | 0          | CS              | 4               | 0               |                    | -                  | -                  |             | -           | -           | 27     | 0      |        |
| Totale carriera | Totale carriera | Totale carriera | 27         | 0          |                 | 7               | 0               |                    | -                  | -                  |             | -           | -           | 34     | 0      |        |